# Восстание в Карачае (1855)
Восстание карачаевцев и закубанских горцев против царского режима в августе 1855 года на территории современной Карачаево-Черкесской республики
Восстание организовано  наибом имама Шамиля, Магомет Амином и духовным лидером Карачая кадием Магомет-Эфенди Хубиевым.Целью восстания было свержение царского режима в Карачае,а так же возбуждение Кабарды против империи,а в случае успеха соединение с Шамилем.

## Предыстория и причины
Как только на Северо-Западном Кавказе появился первый наиб  Шамиля — Хаджи Мухаммад, карачаевцы установили с ним связи. В 1842 г. пристав Мистулов с тревогой докладывал князю Голицыну о том, что карачаевцы собирались "при первом появлении Хаджи-Магомета со скопищем непокорных народов, исполнять беспреко словно все приказания его, не отказывая ни в каких требованиях". После смерти Хаджи-Мухаммада, в 1844 г. Шамиль прислал на Северо-Западный Кавказ своего второго наиба, Сулейман-эфенди. Последний вел активную работу по установлению связей с сочувствующими карачаевцами и стремился наладить систему координации движения горцев Кубани, в конечном итоге их объединения. Тесные взаимоотношения сложились у карачаевцев и с третьим наибом Мухаммад-Амином. Например,государственное образование Мухаммад-Амина получало из Карачая свинец.
В планах Мухаммад-Амина особое место отводилось Карачаю, контроль над которым должен был обеспечить соединение его вооруженных сил и войск Шамиля в единый фронт. Не случайно он предпринимал неоднократные попытки овладеть Карачаем. Сам Мухаммад-Амин в одном из своих писем к Шамилю, датированном 1853 годом отмечает, что подобные попытки он, начиная, с 1848 года предпринимал ежегодно.
Впрочем, осуществить проникновение в Карачай Мухаммад-Амин сумел лишь через несколько лет, а именно в 1855 году. В начале лета этого года он объединил вокруг себя абадзехов и других закубанских горцев,с которыми и собирался сначала проникнуть в Карачай, а оттуда в Кабарду для соединения с отрядами Шамиля.

## Ход событий
10-го августа Мухаммад-Амин перешел Лабу со своим отрядом,а 15-го числа перебрался выше аула Атажукина в Тебердинском ущелье.Когда войско наиба двинулось в Карачай, Эфенди-Магомет Хубиев отправил своих посланцев по карачаевским селам, предлагая «народу собраться для защиты  против русских притеснений».Лазутчики быстро донесли о его намерениях в лагерь где тогда находился при отряде генерал-майора Грамотина генерал Козловский,поднялась тревога.с Кубани прислали 10 хоперских сотен (12 штаб и обер-офицеров и 1251 урядников и казаков),которые расположились у Хумаринского укрепления.В помощь отряду на кордонной линии были отправлены 686 конных и 250 пеших урядников и казаков.
Между тем,17 августа Мухаммад-Амин со своим отрядом вступил в Карачай и истребил у р.Эшкакона транспорт,шедший в помощь казацкому отряду на урочище Бичесын.Вся карачаевская молодежь примкнула к Мухаммад-Амину.
В тот же день генерал Козловский узнал о вторжении в Карачай и решил разбить отряд Мухаммад-Амина.Горцы вступили в Карачай через Тебердинское ущелье по таким дорогам,по которым войска Козловского не могли пройти с орудиями.
17 августа генерал Козловский,с отрядом из 7-ми сотен казаков,двух сотен милиции и с ракетной командой выступил к переправе через Кубань у Каменного моста.В тоже время он предписал генералу Евдокимову двинуться к Урупу,а полковнику Казы-Гирею с 5-ю сотнями хоперцев и 8-ю ракетными станками занять Тебердинское ущелье и наблюдать за горцами.
У Каменного моста к отряду Козловского присоединились еще три хоперские сотни из Хумары.18-го августа Козловский перешел к урочищу Бичесыну,где оставался там до 23-го числа.В тот же день Мухаммад-Амин спустился на Кубань к карачаевским аулам.Одновременно с выступлением Козловского,Кази-Гирей с 5-ю сотнями хоперцев двинулся к Тебердинскому ущелью против партии горцев,намеревавшихся соединиться с горцами.
Выследив горцев,хоперцы,19-го августа утром,быстро прошли теснины Аманхита и недалеко от впадения реки Теберды в Кубань,на берегу последней,заняли крепкую позицию.Оттуда казаки начали обстрел горцев,и после сильной 5-ти часовой перестрелки,видя невозможномть перебраться через Кубань,горцам пришлось скрыться в Тебердинском ущелье.
В тоже время полковник Преображенский из Нальчика сделал распоряжение о защите кабардинский плоскости, кабардинцы выслали милицию в отряд и объявили о поголовном вооружении против Мухаммад-Амина.
23-го августа генерал Козловский,усиленный двумя линейными батальонами и девятью сотнями хоперских казаков,выступил к урочищу Кадыко,куда подошел 25-го числа,урочище Кадыко,занятое Мухаммад-Амином,представляло плоскую возвышенность,справа и слева ограниченную глубокими балками.Урочище было сильно занято горцами,устроившими завалы, которые фланкировались из ближайших карачаевских хуторов.
Для штурма горских завалов было отправлено десять хоперских сотен.Казаки вместе с двумя батальонами пехоты пошли в атаку на позицию,занятую отрядом горцев.Горцы несли немалые потери в ходе семи часового сражения.При общем наступлении,4-я сотня 2-го Хоперского полка,под командыванием Димитрия Яготинцева,двинулась с шашками против левого фланга завалов горцев и с трудом выбила их оттуда

## Итоги
Мухаммад Амин был вынужден отступить за Кубань,Магомет-Эфенди Хубиев в Абхазию,а на Карачай наложили огромную контрибуцию